# Robert Heller (Schriftsteller)

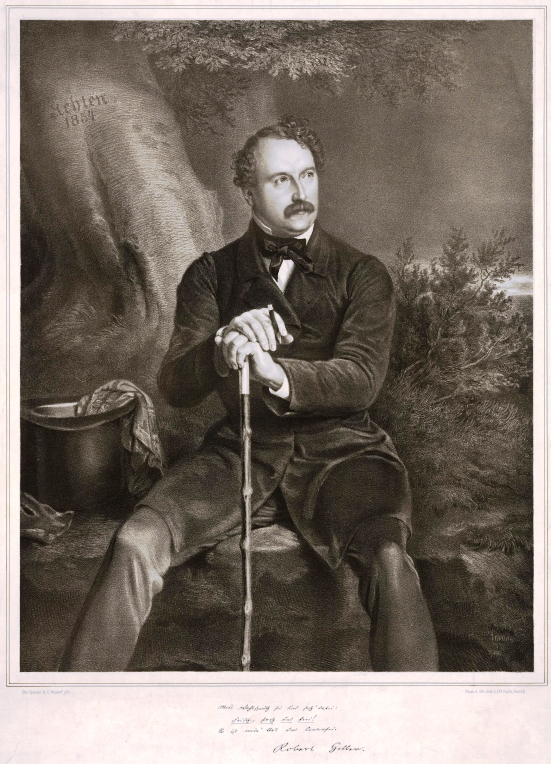
Robert Heller, von Otto Speckter (1854)

Wilhelm Robert Heller (* 24. November 1812 in Großdrebnitz; † 7. Mai 1871 in Hamburg) war ein deutscher Journalist, Schriftsteller und Publizist.

## Leben

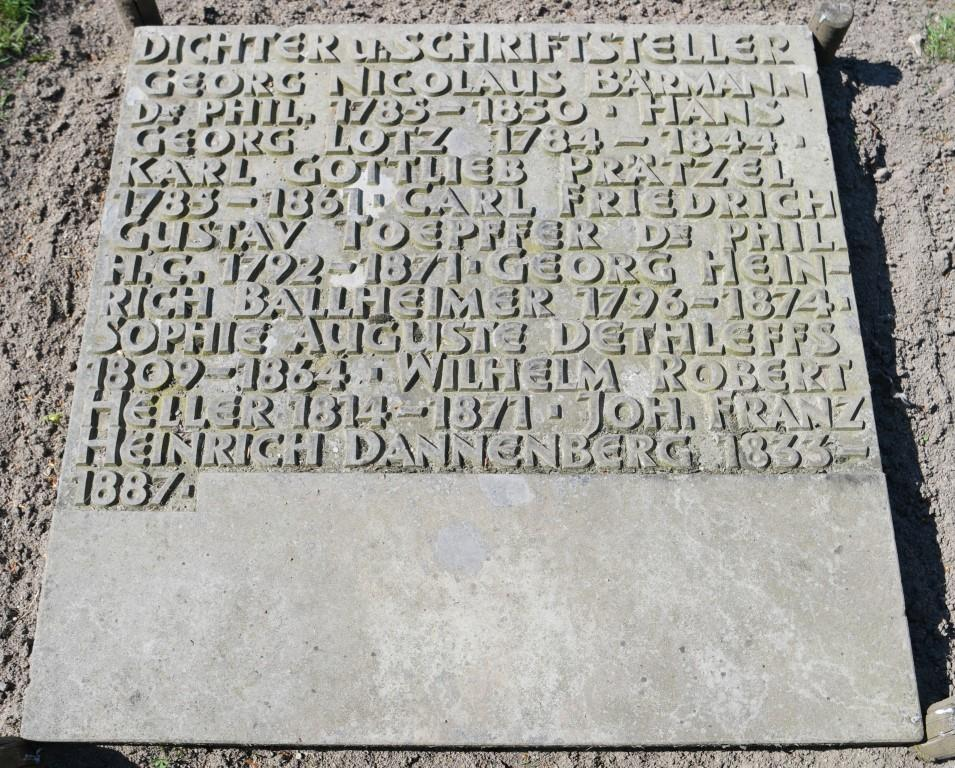
Erinnerung an Robert Heller auf dem Friedhof Ohlsdorf in Hamburg

Wilhelm Robert Heller besuchte das Gymnasium in Bautzen und die Kreuzschule in Dresden. Von 1832 bis 1835 studierte er in Leipzig Jura und trat zuerst in den Staatsdienst, wurde aber bald freier Schriftsteller. 1838 gründete er die belletristische Zeitschrift Rosen und 1842 das Taschenbuch Perlen. 1840 bis 1843 war mit Robert Schumann bekannt und korrespondierte mit ihm.
1848 ging Heller nach Frankfurt am Main als Berichterstatter aus der Paulskirche und gab ein Jahr später anonym das zweibändige Werk Brustbilder aus der Paulskirche heraus. Als Nachfolger von Gervinus trat Heller in die Redaktion der Deutschen Zeitung ein. Über Berlin ging er 1851 nach Hamburg und wurde dort Redakteur des Feuilletons der Hamburger Nachrichten.
Max Kalbeck, der erste Biograph von Johannes Brahms, urteilte, dass Heller „durch seine geistreichen musikalischen Berichte das Niveau der Hamburger Musikkritik auf eine anständige Höhe brachte“. Weiter schreibt er: „Der fruchtbare Roman- und Novellendichter war der Erste, der in der Vaterstadt des Tonkünstlers als Kritiker warm für ihn eintrat.“
Hellers belletristische Werke werden der Richtung des Jungen Deutschland zugeordnet.
Heller war verheiratet mit der Hamburger Patriziertochter Ida von Destinon (1848–1892). Wegen einer angeblich beleidigenden Kritik kam es beinahe zu einem Duell mit dem Schauspieler Bogumil Dawison.

## Werke
- Gedanken über H. Heines romantische Schule", in: "Der Komet", Beilage, Nr. 48. 1835
- Bruchstücke aus den Papieren eines wandernden Schneidergesellen. 1836
- Der Wende. 1837
- Novellen. 3 Bände,  u. a. „Die Eroberung von Jerusalem“, „Der Treulose“, „Der Bettler“, „Der Finkensteller“, 1837–1840
- Alhambra. 1838
- Der Schleichhändler. 2 Bände 1838
- Das Schwarze Brett. 1838, 2 Bände
- Die Schwester des Lazarus, in: „Rosen“, Januar, Februar 1839
- Eine Sommerreise. 1840
- Der letzte Wille, Lustspiel in 5 Aufz., Leipzig, Tauchnitz, Anf. der 1840er Jahre, 56 S
- Novellen aus dem Süden. 3 Bände 1841–1843
- Eine neue Welt. 2 Bände 1843
- Der Prinz von Oranien. Historischer Roman 3 Bände, 1843
- Das Erdbeben von Caracas. 1844
- Der schwarze Peter. 2 Bände 1844
- Der Prinz von Oranien. 3 Bände 1844
- Die Kaiserlichen in Sachsen. Historischer Roman 2 Bände, 1845
- Der Albanese. 2 Bände [um 1845]
- Eine Steppenreise. Romantische Erzählung, 1846
- Sieben Winterabende. 2 Bände Novellen und Erzählungen, 1846
- Schillers Mutter. Vortrag im Schillerhaus Leipzig, 1846
- Kyselak. Eine Unsterblichkeit des 19. Jahrhunderts, in: Sächsischer Volkskalender auf das Jahr 1847
- Der Rabener in Tharant, in „Perlen“, 6. Jg., Nürnberg 1847, S. 179–310; in: „Nachgelassene Erzählungen“, Bd. 3, S. 421–564, für die Bühne bearbeitet von Franz Lubojatzky, unter dem Titel `Die Volksadvokaten oder die Politik der Satyre´
- Florian Geyer. 3 Bände 1848 (Google)
- Brustbilder aus der Paulskirche. 2 Bände 1849
- Der Reichspostreiter in Ludwigsburg. Historische Novelle 1857
- Das Geheimnis der Mutter. 1959
- Hohe Freunde", Novelle. 1862
- Posenschrapers Thilde. Historischer Roman 1863
- Primadonna. Historischer Roman, 2 Bände 1871, S. 304+284, Janke Berlin
- Ausgewählte Erzählungen. 3 Bände 1857–1862
- Posenschrapers Thilde. 1863
- Primadonna. 2 Bände 1871
- Nachgelassene Schriften. 5 Bände 1874